# Eudendrium dispar
Eudendrium dispar is een hydroïdpoliep uit de familie Eudendriidae. De poliep komt uit het geslacht Eudendrium. Eudendrium dispar werd in 1862 voor het eerst wetenschappelijk beschreven door L. Agassiz. 